# Okrug Los Angeles, Kalifornija

Okrug Los Angeles (eng. Los Angeles County, službeno County of Los Angeles) jedan je od 58 okruga u američkoj saveznoj državi Kaliforniji. Prema popisu stanovništva iz 2010. godine, u okrugu Los Angeles živi 9 818 605 stanovnika. Sam okrug je naseljeniji od 43 američkih saveznih država. Sjedište okruga je grad Los Angeles koji je s 3 792 621 stanovnika (popis 2010.) ujedno i najveći grad.
Ukupna površina okruga je 12 310 km2 od čega je 10 510 km2 (85.38%) kopno, a 1 790 km2 (14.62%) voda. 

## Stanovništvo
Prema popisu stanovništva iz 2010. godine, u okrugu Los Angeles živi 9 818 605 stanovnika. Od toga je 4 936 599 (50.28%) bijelaca, 1 346 865 (13.72%) azijaca, 856 874 (8.73%) afroamerikanaca, 72 828 (0.74%) američkih domorodaca, 26 094 (0.27%) havajskih i ostalih pacifičkih domorodaca, 2 140 632 (21.80%) osoba drugih rasa i 438 713 (4.47%) osoba dviju ili više rasa.
|                           | 2000.     | 2010.     | Promjena           |
| ------------------------- | --------- | --------- | ------------------ |
| UKUPNO                    | 9 518 808 | 9 818 605 | ▲ 299 797 (3.15%)  |
| Bijelci                   | 4 636 615 | 4 936 599 | ▲ 299 984 (6.47%)  |
| Afroamerikanci            | 930 952   | 856 874   | ▼ -74 078 (-7.96%) |
| Azijci                    | 1 137 438 | 1 346 865 | ▲ 209 427 (18.41%) |
| Domorodci                 | 76 987    | 72 828    | ▼ -4 159 (-5.40%)  |
| Pacifički domorodci       | 27 053    | 26 094    | ▼ -959 (-3.54%)    |
| Osobe drugih rasa         | 2 239 977 | 2 140 632 | ▼ -99 365 (-4.44%) |
| Osobe dviju ili više rasa | 469 766   | 438 713   | ▼ -31 053 (-6.61%) |